# Camouflage (Roman)
Camouflage ist ein im Jahr 2004 veröffentlichter Science-Fiction-Roman von Joe Haldeman.

## Handlung
Camouflage erzählt die Geschichte zweier Außerirdischer, die seit langer Zeit verborgen auf der Erde leben: Der Wechselbalg und das Chamäleon. Beide stammen aus Sonnensystemen, in denen extreme Umweltbedingungen alle Lebewesen gezwungen haben, sowohl unsterblich als auch extrem anpassungsfähig und wandelbar zu werden.
Während das Chamäleon schon seit der Vorzeit in verschiedenen menschlichen Gestalten durch die Welt wandert, lebte der Wechselbalg lange in Gestalt von Meereslebewesen im Ozean, bis er eines Tages in den 1930er Jahren beschließt, in Menschengestalt dem Meer zu entsteigen. Hier schlüpft er in die Rolle eines jungen Mannes und wird zuerst für geisteskrank gehalten, bevor er die menschliche Sprache lernt. Später nimmt er auf amerikanischer Seite am Pazifikkrieg teil und wird beim Todesmarsch von Bataan enthauptet, überlebt jedoch und lernt, beim Anblick all des Leids Mitgefühl mit Menschen zu spüren.
Das Chamäleon hingegen foltert schon seit der Steinzeit mit Vorliebe Menschen und nimmt verschiedene Gestalten an, wobei es gerne als Tyrann, Warlord und Despot auftritt; oft verkörpert es, um eine menschliche Lebensspanne vorzutäuschen, ganze Dynastien grausamer Herrscher. Es  fühlt sich in den 1930er Jahren schließlich zu Berlin hingezogen und arbeitet später gemeinsam mit Josef Mengele im KZ Auschwitz-Birkenau, wo es Folter und medizinische Experimente genießt.
Während der Roman abwechselnd die weiteren Erlebnisse von Chamäleon und Wechselbalg während des Zwanzigsten Jahrhunderts erzählt, beginnt ein weiterer Handlungsstrang in den 2020er Jahren: Eine Gruppe von Wissenschaftlern entdeckt im Ozean ein unmöglich dichtes Objekt und schafft es auf Samoa an Land. Hier wird festgestellt, dass es aller Wahrscheinlichkeit nach nicht von der Erde stammt, und es beginnt eine Reihe von Experimenten und Untersuchungen. Nach Monaten antwortet das Objekt in einem zunächst nicht zu entziffernden Code.
Sowohl das Chamäleon als auch der Wechselbalg fühlen sich von dem Objekt angezogen, da sie beide mehr über ihre Herkunft erfahren wollen. Gleichzeitig suchen beide auch nach anderen Außerirdischen; doch während der Wechselbalg keine feindlichen Absichten hegt, spürt das Chamäleon den unbändigen Drang, jeden potenziellen Widersacher zu vernichten.
Schließlich stellt sich heraus, dass das Chamäleon schon 2015 die Gestalt eines amerikanischen Admirals angenommen hatte, der später zu einem der beiden Leiter des Projekts auf Samoa wurde. Der Wechselbalg kann zunächst als wissenschaftliche Assistentin am Projekt teilnehmen und kommt in Besitz des Codes. Als er von der CIA enttarnt wird, muss er fliehen. Später kann der Wechselbalg sich das Artefakt in Gestalt einer jungen Frau genauer anschauen, wo das Chamäleon ihn erwartet. Es kommt zu einem brutalen Kampf, bei dem das Chamäleon den Arm des Wechselbalgs abreißt und verschlingt. Dieser konnte jedoch den Code als Lied in seiner Heimatsprache identifizieren und singt dieses dem Artefakt, bei dem es sich tatsächlich um das Raumschiff des Wechselbalges handelt, vor und aktiviert es damit. Das Schiff lähmt das Chamäleon und der Wechselbalg reist gemeinsam mit dem zweiten Projektleiter, zu dem er in Gestalt der beiden jungen Frauen eine Beziehung aufgebaut hatte, in den Weltraum.

## Auszeichnungen
Der Roman wurde mit dem James Tiptree, Jr. Award und dem Nebula Award ausgezeichnet.